# بركلا (عشر ستاق)
برکلا (بالفارسية: پرکلا) هي قرية تقع في إيران في قسم عشر ستاق الريفي. يقدر عدد سكانها بـ 398 نسمة بحسب إحصاء 2016.